# 順化廣播電視台
顺化广播电视台（越南语：／），电视部门简称Hue TV，是一家位於越南顺化市的廣播電視播出機構，以顺化市為主要播出地區。

## 历史沿革
在越南共和国时期，顺化市有自己的地方广播电视系统顺化—岘港电视台（Đài Truyền hình Huế - Đà Nẵng），1975年南越覆亡前夕，越共占领顺化，接管了当地的广播电台，并建立承天顺化广播电台（Đài Phát thanh Thừa Thiên Huế），承天顺化省与广平省、广治省合并为平治天省后，电台又更名平治天广播电台（Đài phát thanh Bình Trị Thiên）。
平治天省解体后，承天顺化广播电台随着承天顺化省重建而建立，并于1998年增设电视部门，改制为承天顺化广播电视台。